# موريدكي

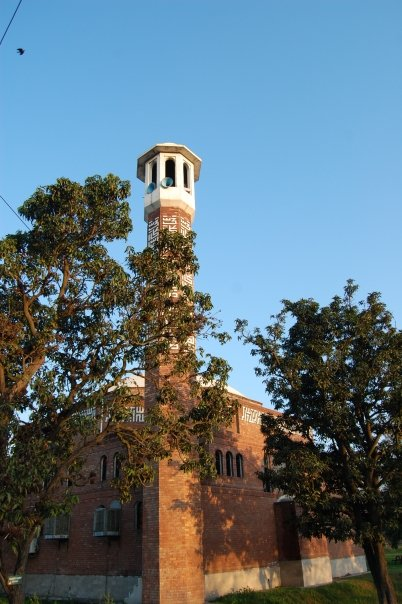

موريدكي (بالأردوية: مریدکے)‏ هي مستوطنة، في باكستان، تقع في Sheikhupura District ‏، بلغ عدد سكانها 163,268 نسمة وذلك حسب إحصائيات سنة 2017.

## أعلام
- إقبال مسيح